# Rhinobatos

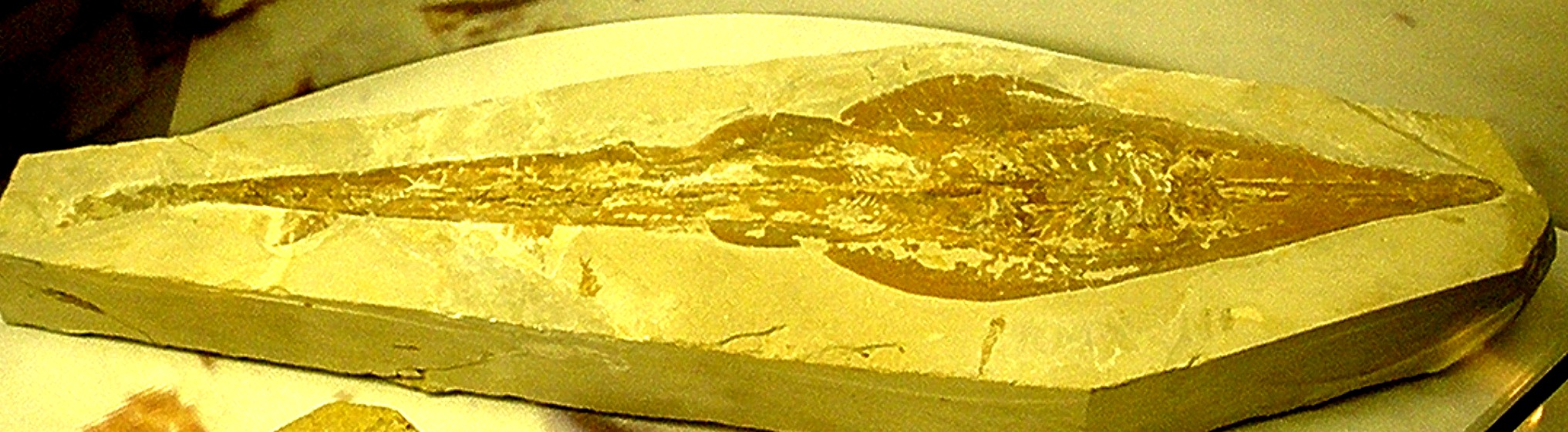
Rhinobatos hakelensis

Rhinobatos là một chi cá đuối trong họ Rhinobatidae.

## Các loài
Hiện tại có 36 loài được ghi nhận:
- Rhinobatos albomaculatus Norman, 1930
- Rhinobatos annandalei Norman, 1926
- Rhinobatos annulatus J. P. Müller & Henle, 1841
- Rhinobatos blochii J. P. Müller & Henle, 1841
- Rhinobatos cemiculus É. Geoffroy Saint-Hilaire, 1817
- Rhinobatos formosensis Norman, 1926
- Rhinobatos glaucostigma D. S. Jordan & Gilbert, 1883
- Rhinobatos holcorhynchus Norman, 1922
- Rhinobatos horkelii J. P. Müller & Henle, 1841
- Rhinobatos hynnicephalus J. Richardson, 1846
- Rhinobatos irvinei Norman, 1931
- Rhinobatos jimbaranensis Last, W. T. White & Fahmi, 2006[3]
- Rhinobatos lentiginosus Garman, 1880
- Rhinobatos leucorhynchus Günther, 1867
- Rhinobatos leucospilus Norman, 1926
- Rhinobatos lionotus Norman, 1926
- Rhinobatos microphthalmus Teng, 1959
- Rhinobatos nudidorsalis Last, Compagno & Nakaya, 2004[4]
- Rhinobatos obtusus J. P. Müller & Henle, 1841
- Rhinobatos ocellatus Norman, 1926
- Rhinobatos penggali Last, W. T. White & Fahmi, 2006[3]
- Rhinobatos percellens Walbaum, 1792
- Rhinobatos petiti Chabanaud, 1929
- Rhinobatos planiceps Garman, 1880
- Rhinobatos prahli Acero P & Franke, 1995
- Rhinobatos productus Ayres, 1854
- Rhinobatos punctifer Compagno & Randall, 1987
- Rhinobatos rhinobatos Linnaeus, 1758
- Rhinobatos sainsburyi Last, 2004
- Rhinobatos salalah Randall & Compagno, 1995
- Rhinobatos schlegelii J. P. Müller & Henle, 1841
- Rhinobatos spinosus Günther, 1870
- Rhinobatos thouin Anonymous, referred to Lacépède, 1798
- Rhinobatos thouiniana Shaw, 1804
- Rhinobatos variegatus Nair & Lal Mohan, 1973
- Rhinobatos zanzibarensis Norman, 1926